# Huchtpoort
De Huchtpoort was een stadspoort in de Nederlandse stad Tiel. De poort werd in 1599 gebouwd. In 1945 is de poort wegens oorlogsschade geheel afgebroken.
Op de locatie van de voormalige poort bevindt zich tegenwoordig de ingang van een ondergrondse parkeergarage.

## Geschiedenis
In de zuidelijke stadsmuur bevond zich sinds de middeleeuwen de Westluidense Poort. Tussen 1500 en 1520 liet commandant Hendrik Kollart van Lynden een tweede stadsgracht aanleggen, met tussen beide grachten in een wal die Collaertswal genoemd werd.

### Bouw van de poort
Nadat Tiel in 1579 de kant van de Opstand had gekozen, werd de Westluidense Poort voorzien van een voorwerk in de vorm van een bastion. Omdat hierdoor de toegangsweg tot de Westluidense Poort afgesloten raakte, werd in 1599 even ten westen van de poort, op de Collaertswal, de Huchtpoort gebouwd. Deze functioneerde in de praktijk dus als voorpoort van de Westluidense Poort.

### Particulier
Toen de verdedigingswerken van Tiel in de 17e eeuw hun militaire functie kwijtraakten, gaf de stad begin 18e eeuw de poort en de wal in pacht uit. In 1796 werd de brug over de buitenste gracht gesloopt. De Huchtpoort werd in de 19e eeuw verkocht aan een particulier.
De naam Hucht kwam overigens pas in de 19e eeuw in zwang: de Collaertswal werd voortaan Hucht genoemd vanwege een nabijgelegen tuin die De Hucht heette.

### Afbraak
In 1939 werd de Huchtpoort nog gerestaureerd. Tijdens de Tweede Wereldoorlog werd de poort echter door beschietingen grotendeels verwoest, waarna de restanten in 1945 werden afgebroken.

## Beschrijving
De Huchtpoort was een vierkant, bakstenen bouwwerk van twee bouwlagen. Voor de poort lag een brug over de buitenste stadsgracht.
De doorgang in de poort is in de 19e eeuw aan beide zijden dichtgemetseld om zo een bruikbare binnenruimte te creëren. Boven de (voormalige) ingang was een wapensteen aangebracht van de stad Tiel.

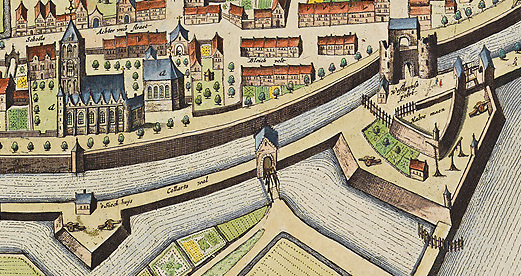
Detail uit een kaart van 1698, met rechtsboven de Westluidense Poort, in het midden de Huchtpoort en linksboven de Sint-Maartenskerk
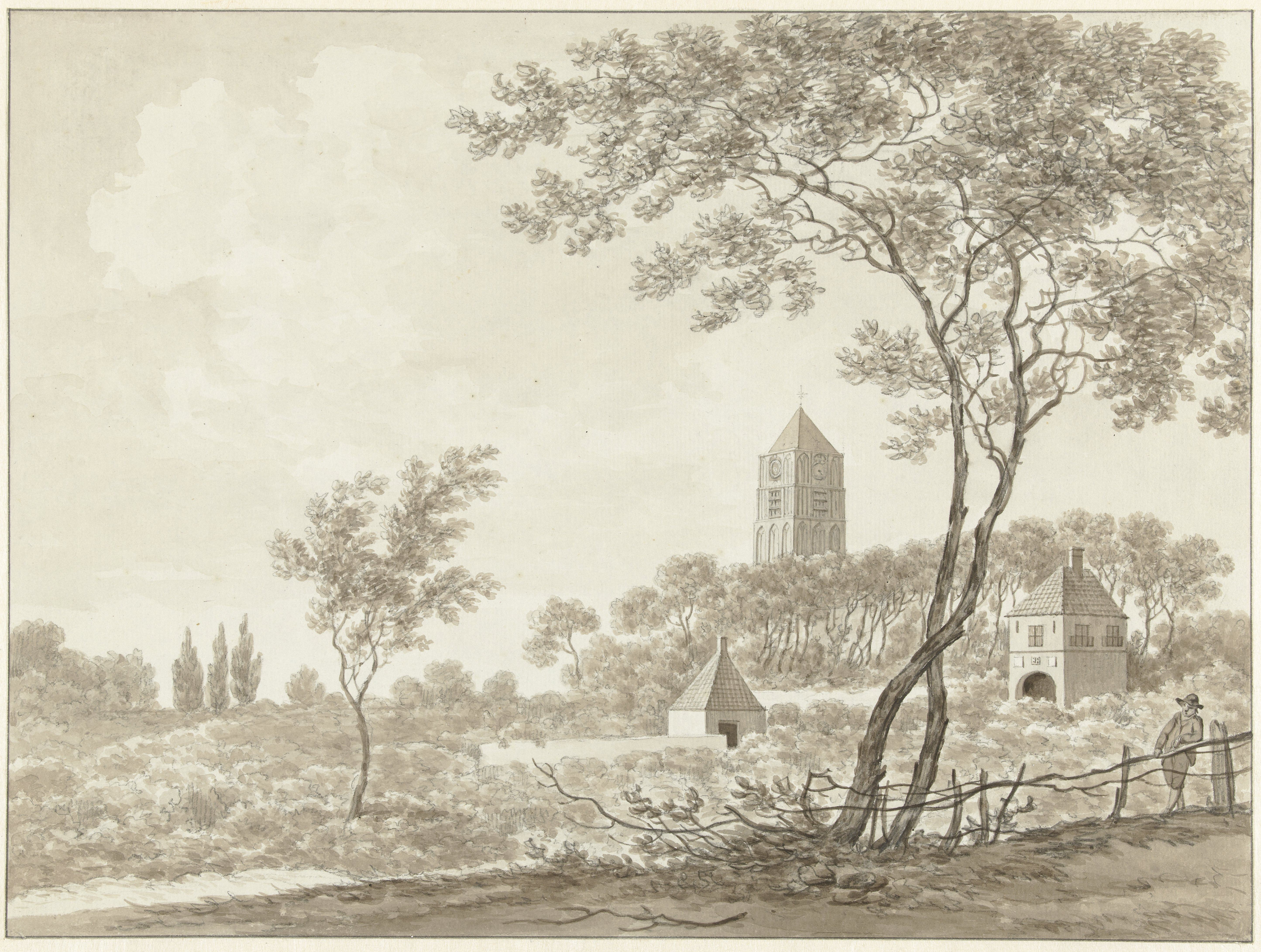
Afbeelding uit de 18e eeuw met rechts de Huchtpoort
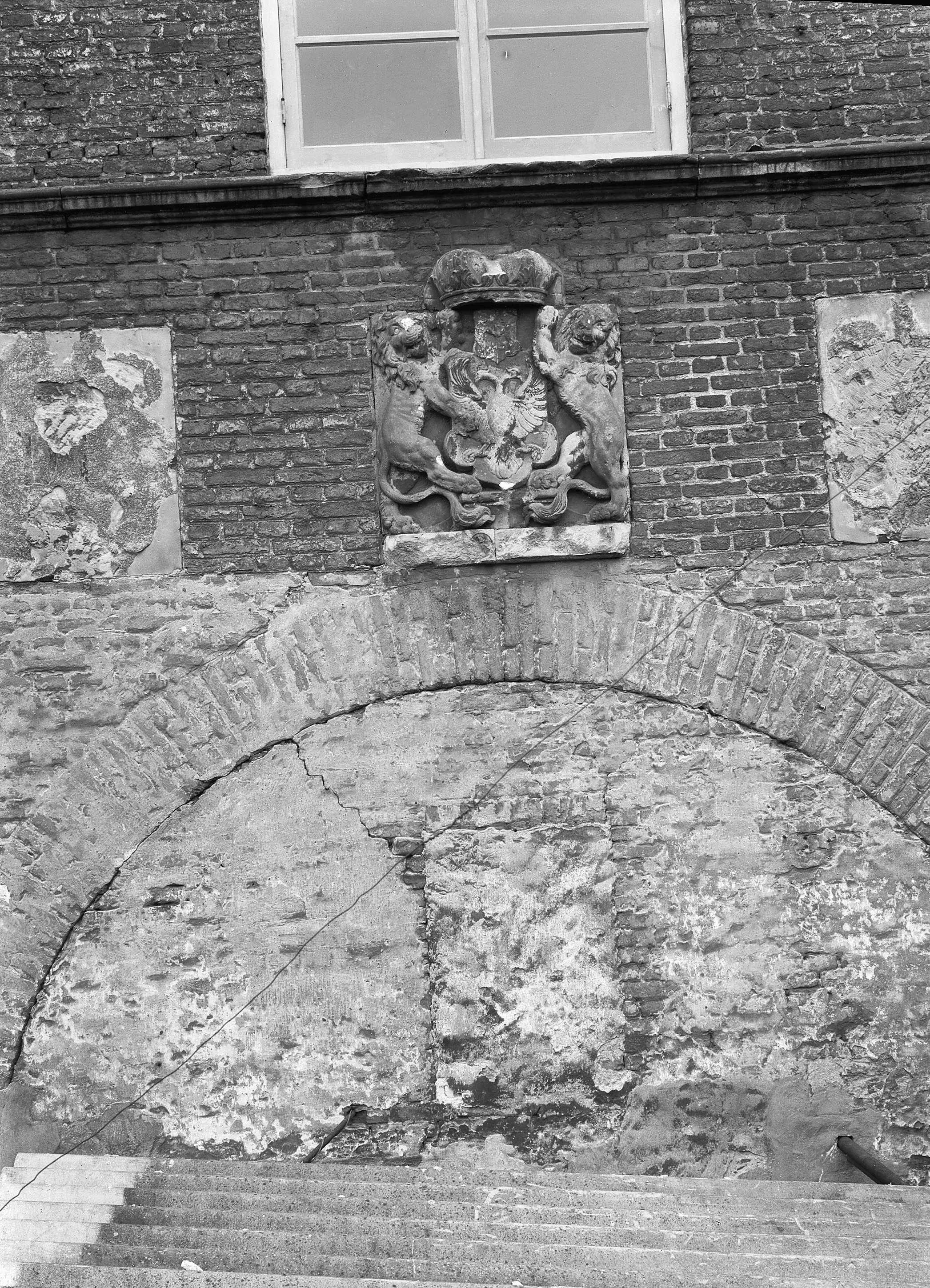
Wapensteen van Tiel boven de dichtgemetselde doorgang van de Huchtpoort (1938)
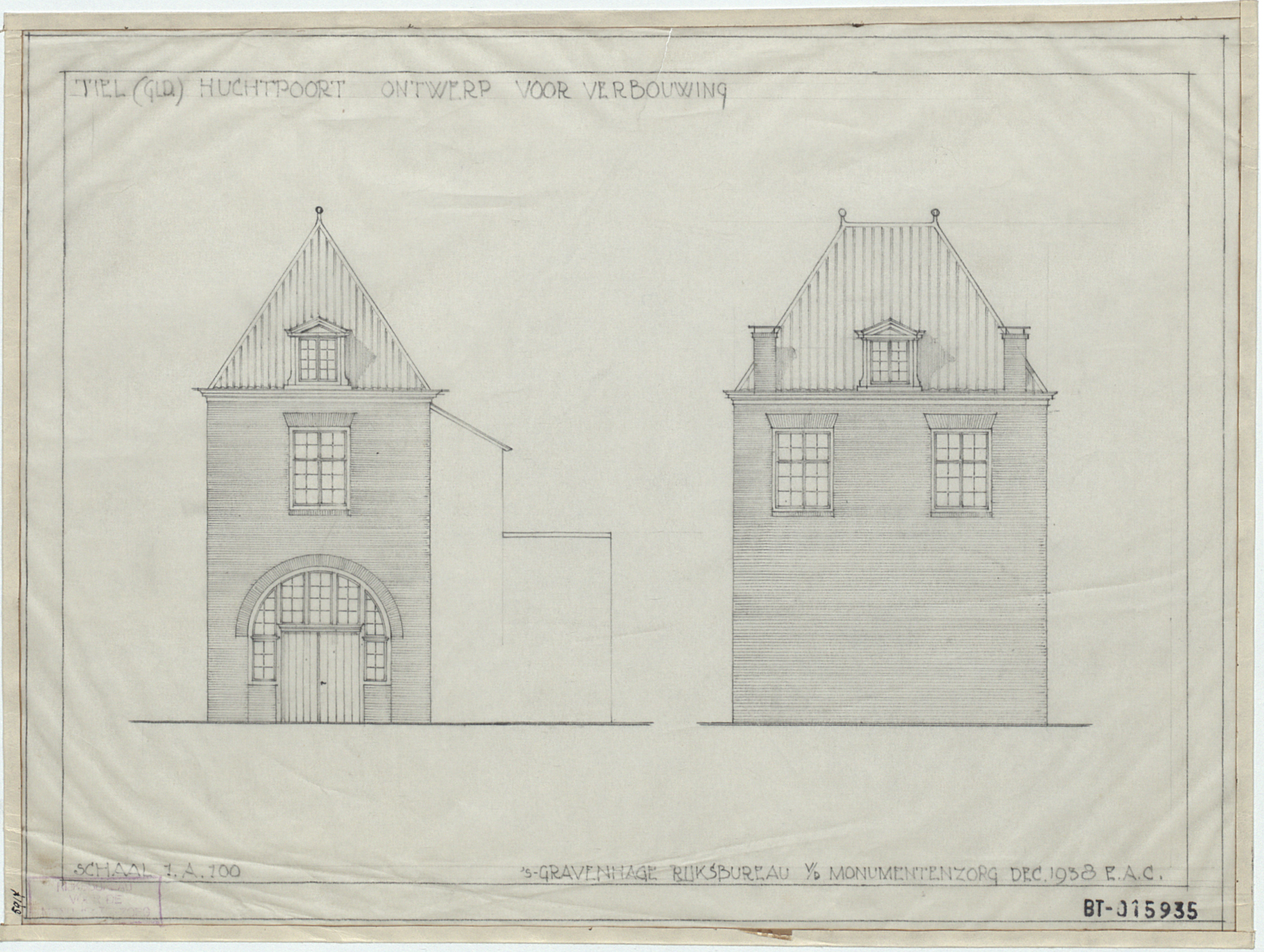
Ontwerp voor de verbouwing van de Huchtpoort (1939)

Burcht van Tiel · Burense Poort · Dampoort · Hof van Arkel · Huchtpoort · Strotoren · Tolhuis · Waterpoort · Westluidense Poort · Zandwijckse Poort